# Processo produtivo do papel
 O processo produtivo básico do papel  - aqui não levamos em consideração as particularidades dos diferentes tipos de papel que podem ser produzidos a partir da celulose – pode ser dividido em quatro etapas: a extração e preparação da madeira; o polpeamento; a transformação da madeira em celulose marrom; a transformação da celulose marrom em celulose branqueada e a etapa de finalização do papel desejado.
Na preparação da madeira considera-se a colheita da floresta plantada, seguida de seu transporte à indústria, sua transformação em pedaços menores, chamados de cavacos, e por fim a separação mecânica dos cavacos, através de uma série de peneiras, que possuem o tamanho ideal para entrada no digestor.
A segunda etapa diz respeito a definição do processo de produção da polpa de celulose, o chamado polpeamento. O principal objetivo deste processo é separar a lignina das fibras de celulose. Nesta etapa, deve se selecionar qual tipo de processo será utilizado: mecânicos, semiquímicos ou químicos. No Brasil, o processo usualmente utilizado é o processo químico Kraft que sucintamente consiste no cozimento dos cavacos de madeira junto a hidróxido de sódio e sulfeto de sódio promovendo a dissolução da lignina e a liberação das fibras. Adotando o processo Kraft, segue-se para a terceira etapa que é a transformação da madeira em celulose marrom. Aqui se dão quatro subetapas: a) a digestão – onde há o cozimento da madeira junto ao hidróxido de sódio e sulfeto de sódio para separar a celulose marrom da ligninga; b) a separação do licor negro da celulose – gerado pela reação da lignina com os agentes químicos, o licor negro tem que ser separado da celulose marrom; c) caldeira de recuperação – o licor negro é tratado até poder ser queimado na caldeira de recuperação para gerar energia e manter a unidade industrial; e d) o fechamento do circuito através da recuperação do hidróxido de sódio, sulfeto de sódio e a água.
Uma vez separada a celulose, segue-se para a quarta etapa que consiste na transformação da celulose marrom em celulose branqueada. Esta etapa está dividida
em quatro subetapas: a) a lavagem da celulose com água para eliminar o residual de licor negro; b) o pré-branqueamento através do uso de oxigênio puro; c) o branqueamento através da utilização de compostos de cloro; d) e a secagem da celulose através de máquina específica formada por cilindros aquecidos a vapor ou colchões de ar aquecido.
Produzida a celulose, a finalização do papel se dá usualmente em unidades totalmente autônomas. Esta etapa está dividida em três: a) máquina de papel, onde normalmente ocorre a recomposição da celulose através de sua diluição em água e aplicação de aditivos para se atingir as características desejadas do papel; b) o rebobinamento para estocagem e aplicação nas máquinas específicas; c) máquinas para confecção de produtos finais, a depender das características desejadas (gramatura, brilho, etc).

## Extração e Preparação da Madeira
Existem dois seguimentos na produção de polpa celulósica, o de “fibra curta” e o de “fibra longa”: o primeiro utiliza como matéria-prima madeira de espécies do gênero Eucalyptus spp. e é voltado para a produção de papéis de escrever, imprimir e para fins sanitários; o segundo utiliza madeira de espécies do gênero Pinus spp. e é voltado para a produção de embalagens.
De acordo com o guia da ABTCP (Associacao Brasileira Tecnica de Celulose e Papel), atualmente no Brasil, a grande parte da produção do papel se dá a partir da celulose de fibras curtas que são obtidas da madeira de processos de reflorestamento. Esta madeira podem ser duras, como o eucalipto, ou moles, como pinus.
De acordo com o artigo Introdução ao Processo de Obtenção de Celulose, todas as madeiras possuem os seguintes componentes: Celulose, Hemiceluloses, Lignina e quantidade variáveis de outras substancias. Estas outras substancias podem ser divididas em duas classes. A que engloba materiais que podem ser extraíveis (água) e materiais não extraíveis (compostos inorgânicos).
No Brasil, as plantações florestais podem ser feitas nas áreas próprias das empresas produtoras, através de arrendamento ou sob a modalidade de contratos de fomento. Esta última modalidade tem crescido no Brasil, por permitir atender parte da demanda de madeira da indústria, diminuir o capital investido em terras, fortalecer a economia regional, bem como por diminuir a concentração fundiária. Em função do longo ciclo de vida das espécies utilizadas - em média sete anos de crescimento para se atingir a idade ideal para uso na produção de celulose, por exemplo - e a importância da madeira como insumo para o processo, os contratos de fomento podem ser classificados como parcerias estratégicas em que as empresas fornecem as mudas a serem plantadas, bem como a assistência técnica e expertise ao fomentado.
De acordo ainda com o guia da ABTCP, na floresta, as arvores são derrubadas, desgalhadas e as toras cortadas, para assim serem levadas à produção, onde são separadas de acordo com seu tamanho. No Brasil, o modal mais utilizado para o transporte da madeira é o rodoviário, representando cerca de 60% no custo logístico total. As que não tem o tamanho ideal para o cozimento, são utilizados para geração de energia, já as que tem o tamanho ideal, seguem para equipamentos descascadores e logo em picadores que cortam a madeira em cavacos de tamanhos específicos necessários.

## Polpeamento
A produção da polpa, ou polpeamento, de acordo com artigo Introduçãoao Processo de Obtenção de Celulose, é o processo de separação da fibra da madeira mediante à utilização de energia. Vale ressaltar que a qualidade e características do resultado do polpeamento se deve à quantidade de energia utilizada para a separação destas fibras.

### Processos de Polpeamento
Esta energia pode ser obtida através de três processos distintos, como explica o guia ABTCP: 
- Processos Mecânicos;
- Processo Semiquímicos;
- Processos Químicos.

### Processos Mecânicos
Separação das fibras desagregando a madeira por ação abrasiva (material é prensado a úmido contra rolo giratorio de material abrasivo). Este processo tem um rendimento alto em comparação aos outros, variando entre 90 e 95%. O resultado é papel de fibra curta e frágil cuja aplicação acaba sendo limitada pois o papel tende a escurecer com certa velocidade, mesmo aplicando métodos de branqueamento. Neste prcesso não há a separacao completa das fibras dos outros constituintes do vegetal.
Este tipo de processo é muito utilizado para a fabricação de papel jornal, revistas, etc.

### Processo Semiquímicos
Os processos semiquimicos sao similares aos mecânicos porém com a introdução de alguns reagentes químicos. Estes reagentes químicos podem ser sulfito, carbonato ou hidroxido de sódio a uma concetração especifica com níveis de pH próximos ao neutro. Estes então, são utilizados para tratar os cavacos da madeira. Desta forma a lignina e o carboidratos são dissolvidos e as fibras são separadas com maior facilidade e menor utilização de energia em relação aos processos mecânicos. Estes por sua vez resultam em polpas mais puras. O rendimento deste processo gira em torno dos 65% aos 90%.

### Processos Químicos
Há vários processos químicos, aqui explicaremos sucintamente um, o Processo Kraft pois é o processo químico mais utilizado atualmente no Brasil, de acordo com o guia da ABTCP. O processo KRAFT consiste em combinar dois reagentes químicos, Hidróxido de Sódio e Sulfeto de Sódio para atuar nos cavacos de madeira. Isto provoca na dissolução da Lignina e a liberação das fibras, que estas por suas vez preservam a sua resistência. Este processo tem um rendimento entre 40 e 60% e é de branqueamento muito fácil, pois a pasta obtida já apresenta coloração clara. Este processo produz uma grande quantidade de polpas diferentes, e são principalmente destinadas à produção de embalagens de papelão e de papeis de alta resistência.

## Transformação da Madeira em Celulose Marrom
Esta fase ocorre após a picagem, seleção e estocagem, em que se dão as etapas de digestão, sepração do licor negro da celulose, concentração nos evaporadores, queima na caldeira de recuperação, formação do licor verde e caustificação/calcinação.

### Digestão
É considerada a etapa "coração" do processo produtivo do papel, onde os cavacos que foram selecionados são direcionados ao digestor (vaso de pressão). Neste vaso de pressão ocorre a impregnação do cavaco com o chamado licor branco - solução aquosa alcalina que contém reagentes como hidróxido de sódio (NaOH) e sulfeto de sódio (Na2S) em temperaturas entre 110 e 120 graus celsius e pressão entre 8,0 e 10,0 kgf/cm2. Nessas condições de cozimento ocorre a dissolução da lignina a partir da reação do licor branco com a madeira, transformando os cavacos em celulose marrom.
Da reação do licor branco com a lignina forma-se o licor negro onde se concentram, além da própria lignina, quase todos os reagentes e várias outras substâncias constituintes da madeira.
Esta etapa do processo possui um tempo de duração que pode variar de trinta minutos até eventualmente mais de 3 horas podendo ser realizado na forma de batelada ou contínuo. Ultimamente tem-se optado pelos digestores em fluxo contínuo, uma vez que, além de ser mais econômico, apresentam menor níveis de emissão atmosférica odoríferas, o que recomenda sua adoção em quase todas as plantas. Como o próprio nome já diz, no fluxo contínuo todo o processo ocorre sem interrupção em duas colunas, uma para impregnação com vapor e outra para o processo de digestão.

### Separação do Licor Negro da Celulose
Dentro do processo da digestão, conforme já foi mencionado, a reação do licor branco com a lignina no vaso de pressão, forma o licor negro o qual é extremamente rico em material orgânico de alto poder calorífico, o que torna viável sua utlização como insumo energético. Para tal utilização faz-se necessária a separação do licor negro da celulose, o qual ocorre após o cozimento da massa, transportando a massa e o licor para um tanque de descarga (blow tank), onde a pressão é equalizada e é feita a separação em celulose e licor negro.

### Concentração nos evaporadores e queima na caldeira de recuperação
Após a separação do licor negro da celulose, o mesmo é enviado para o setor de Evaporação com o intuito de, através da evaporação, aumentar a concentração de sólidos da mistura através da remoção do excesso de água. Quando obtem-se a concentração "ótima", o licor é bombeado para os queimadores da caldeira de recuperação.

### Formação do Licor Verde e Processo de Caustificação
O licor verde é formado a partir da adição de licor branco fraco ou água quente nos constituintes inorgânicos do licor negro (''smelt''). A primeira etapa consiste em um tratamento por filtração ou decantação para remover as cinzas e as impurezas dos constituintes sempre presentes após um processo de queima. Segue-se o processo de caustificação, onde ao licor verde é adicionado óxido de cálcio (CaO), que reage com o Na2 CO3 e forma novamente hidróxido de sódio (NaOH), recompondo o licor branco forte, acrescido de uma lama calcária que é precipitada na reação. Esta é separada e enviada para um Forno de Cal, onde ocorre a calcinação da lama, regenerando o CaO para reutilização no processo e liberando CO2 .O licor branco regenerado também retorna ao processo de digestão, fechando o ciclo.

## Processo de Transformação da Celulose Marrom em Celulose Branqueada
As próximas etapas correspondem ao englobamento de todas as etapas posteriores à digestão da madeira, com a consequente individualização da fibra, até a máquina de secagem de celulose, o que inclui todos os passos de depuração da massa marrom, o branqueamento, o refino e os tratamentos necessários a cada produto. Trata-se das etapas que possuem maior consumo de água e fontes mais significativas de geração de efluentes líquidos.

### Etapa de Lavagem da Celulose
Essa etapa possui o intuito de reduzir o residual de licor negro na massa, diminuindo o consumo de reagentes necessários às etapas posteriores de deslignificação e de branqueamento. A eficiência desta operação dependerá bastante do desempenho do equipamento utilizado, da consistência da polpa digerida e, principalmente, da quantidade de água utilizada.

### Deslignificação com oxigênio (pré-branqueamento)
Nas plantas modernas, é normal a utilização desta etapa intermediária entre a lavagem e o branqueamento, utilizando-se oxigênio puro em meio alcalino. A matéria orgânica solubilizada durante essa etapa pode ser perfeitamente encaminhada ao estágio de recuperação química, sem que haja necessidade de grandes modificações de processo, assim reduzindo a carga de efluentes para o sistema de tratamento.
A deslignificação com oxigênio é em parte considerada como uma continuação da polpação e, de alguma forma, como o primeiro passo no processo de branqueamento. No entanto, a melhor forma de classificá-la seria como uma ponte entre os processos polpação e o branqueamento propriamente dito.

### Branqueamento
Trata-se de uma etapa dessa fase do processo que nem sempre esta presente, salvo os casos em que seja imprescindível como, por exemplo, na produção de papel branco, papéis brilhantes, ''tissue" entre outros. É também a etapa dessa fase do processo que causa maior impacto ambiental devido ao emprego de compostos de cloro os quais ainda são utilizados nos processos convencionais. O Cloro Gasoso, em função dos altos riscos ocupacionais e ambientais ligados à sua utilização, está sendo gradualmente substituído e banido, em favor de processos denominados ''ECF'' - Elemental Chlorine Free - Processos Livres de Cloro Molecular ou aqueles totalmente livres de emprego de Cloro denominados TCF - Totally Chlorine Free. Este ultimo envolve o uso de outros agentes como: oxigênio, peróxido de hidrogênio e ozônio. Já os processos ECF empregam principalmente dióxido de cloro e, eventualmente, hipoclorito de sódio.

### Secagem da Celulose Branca
Após uma última etapa de depuração, a celulose é encaminhada para a secadora, que apresenta um arranjo físico muito similar ao de uma máquina de papel. Consiste na passagem da massa, com uma consistência próxima de 98% de humidade, por cilindros aquecidos a vapor, ou por colchões de ar aquecido, saindo em forma de bobina que é cortada em grandes folhas e enfardada para expedição. Após o processo a bobina de celulose apresenta uma consistência próxima de 5% de humidade. Trata-se da fase final de produção e apenas tem lugar em grande escala no caso de plantas exclusivas de celulose, geralmente para exportação, mas também podem ter lugar em fábricas de papel e celulose integradas que disponham de um excesso de produção que lhes permita fornecer polpa ao mercado.

## Produção de Papel ou Papelão a partir de Celulose Virgem/ Aparas
As etapas após a celulose pronta, seja ela branqueada ou não, geralmente se dão em unidades totalmente autônomas, principalmente em pequenas e médias empresas. Esse processo pode variar muito de empresa para empresa, mas as macro operações básicas são: Preparação da massa, purificação e refino e finalização na máquina de papel.

### Máquina de papel
É a principal etapa de recomposição do produto final, onde a massa é bombeada a tanques de armazenamento e volta a ser diluída com água até uma viscosidade similar à de leite ralo (~98% de umidade), onde eventualmente irá receber seus aditivos finais: amido, cargas minerais para dar brilho entre outros. Daí em diante, é dispersada uniformemente sobre a máquina. Esta parece com uma extensa série de esteiras rolantes, composta por diversas secções:
- caixa de entrada, que injecta a massa homogeneamente sobre a mesa
- primeira esteira, de tela grossa, por onde a água escoa por queda livre (toda água escoada cai em uma bandeja inferior que é reutilizada); durante essa fase a massa vai a um teor de 12 a 20% de sólidos. As bordas irregulares da folha são aparadas com jactos d’água a alta pressão; É percebida a grande quantidade de água utilizada na produção do papel.
- segunda secção, em que a tela passa por vocais a vácuo e ainda outra, de tela mais fina e rolos pressores, que progressivamente vão secando mais a massa, que aí atinge 50% de umidade;
- secção de secagem (também denominada “secaria”), em que a aplicação de vapor sob pressão no interior dos cilindros de secagem leva a massa até seu teor de umidade final de 5%, formando-se a folha de papel “seca”;
- área de formação da bobina de papel (enrolamento).

### Rebobinamento
Por diversas vezes, essas grandes bobinas de papel (que chegam a pesar toneladas) já se transformam no produto final, mas usualmente a unidade produtiva também efetua seu rebobinamento em suas próprias dependências, de modo a formar bobinas menores – geralmente enroladas sobre tubetes de papelão – e de mais fácil manuseio nas eventuais máquinas especializadas.

### Máquinas para confecção dos produtos finais
Dependendo do tipo de gramatura, brilho e propriedades mecânicas do papel/ papelão, diversos outros equipamentos podem ser utilizados: calandras, bobinadeiras, rebobinadeiras, onduladeiras (só para papelão), aplicadoras de cola, máquinas de revestimento, de impressão clichês, máquinas peletizadoras (ou embaladeiras) e uma enorme gama de outras.